# Chatterbox (1936)
Chatterbox is een Amerikaanse dramafilm uit 1936 onder regie van George Nicholls Jr met in de hoofdrollen Anne Shirley en Phillips Holmes. De film is gebaseerd op het toneelstuk "Long Ago Ladies" van David Carb.

## Verhaal
Jenny (Anne Shirley) is een meisje uit een plattelandsgemeenschap in Vermont. Haar ouders zijn overleden en ze woont samen met haar grootvader. Ze droomt ervan om actrice te worden net als haar moeder, maar haar grootvader keurt dit af. De beroemdste rol van haar moeder was in het toneelstuk "Virtue's Reward", een melodrama uit 1890. Jenny is behoorlijk wereldvreemd en heeft een groot boek uit 1870 over de gewoonten en gebruiken uit die tijd, waaruit ze teksten leert en citeert. Ze zou heel graag een rol in "Virtue's Reward" willen spelen dat nu door een toneelgezelschap wordt opgevoerd in het dorp waar ze woont. Jenny is in het geheim verliefd op de jonge kunstschilder Phil (Phillips Holmes). Phil toont geen belangstelling voor haar, maar hij heeft wel medelijden met haar. Phil heeft connecties met het toneelgezelschap en hij geeft Jenny een gratis kaartje voor de voorstelling van "Virtue's Reward" dat die avond wordt opgevoerd. Haar grootvader verbiedt haar om er naar toe te gaan maar ze besluit om toch te gaan. Dan blijkt dat er die avond een ander stuk wordt opgevoerd. Teleurgesteld keert ze terug naar huis. De deur is op slot en ze kan niet meer naar binnen.
Het toneelgezelschap vertrekt die avond naar New York en ze verstopt zich in de achterbak van de auto van Phil. Onderweg komt hij er achter dat ze zich in zijn wagen heeft verstopt. Met grote tegenzin neemt hij haar mee naar New York. 
In New York huren ze allebei een kamer bij mevrouw Tippie. Phil probeert om Jenny te ontmoedigen om haar onrealistische dromen na te jagen en hij stuurt haar naar Archie, de producent van het toneelgezelschap. Hij gaat ervan uit dat Archie haar zal afschepen maar zijn plan mislukt. Archie geeft haar de rol van Alice Murgatroyd in "Virtues Reward". Maar het hopeloos ouderwetse toneelstuk is nu enigszins omgewerkt tot een komedie, om het publiek aan het lachen te krijgen. De naïeve Jenny beseft dit niet en ze neemt haar rol heel serieus. Phil en Tippie proberen om haar de ware aard van het toneelstuk duidelijk te maken maar het lukt niet. Ze vat het anders op en denkt dat Phil verliefd op haar is. Dan komt de première van het stuk. Phil maakt zich zorgen om Jenny maar toch heeft hij geen zin om naar de première te gaan. Dan krijgt hij bezoek van zijn vader en Jenny's grootvader. Tippie haalt Phil over om toch te gaan. Phil, zijn vader en Jenny's grootvader vertrekken naar het theater. Ze gaan via de artiesteningang backstage. De voorstelling begint en het publiek barst in lachen uit. Jenny beseft nu de waarheid. Ze is verbijsterd en diep geschokt. Phil en haar grootvader zijn aanwezig om haar op te vangen. Ze wil Phil nooit meer zien. Met haar grootvader keert ze terug naar Vermont. Onderweg in de auto horen ze een geluid in de achterbak. Het is Phil die zich in de auto had verstopt. Jenny lacht, ze heeft hem vergeven.

## Rolverdeling
| Acteur                       | Personage             |
| ---------------------------- | --------------------- |
| Anne Shirley                 | Jenny Yates           |
| Phillips Holmes              | Philip Greene Jr      |
| Edward Ellis                 | Uriah Lowell          |
| Erik Rhodes                  | Archie Fisher         |
| Margaret Hamilton            | Emily "Tippie" Tipton |
| George Offerman Jr           | Michael Arbuckle      |
| Granville Bates              | Philip Greene Sr      |
| Lucille Ball                 | Lillian Temple        |
| Allen Vincent                | Mr. Harrison          |
| Maxine Jennings              | zichzelf              |
| Richard Abott                | de heer Blythe        |
| Margaret Armstrong (actrice) | zichzelf              |
| William Gould                | man in het publiek    |
| Wilfred Lucas                | zichzelf              |
| Mary Maclaren                | mevrouw Thomas        |
| Hank Mann                    | lachende toneelknecht |
| Max Wagner                   | zichzelf              |

## Achtergrond
De film werd opgenomen van 22 oktober tot eind november 1935. De film is gebaseerd op het toneelstuk Long Ago Ladies van David Carb in Baker's Professional Plays (Boston, 1934). Voor Lucille Ball was het een belangrijke bijrol, het was de eerste keer dat haar naam werd vermeld in de aftiteling. Voor Phillips Holmes was het een van zijn laatste Amerikaanse filmrollen.